# Шуто, Огюст
Огюст Шуто (англ. René Auguste Chouteau; 1749—1825) — сооснователь города Сент-Луис, Миссури; американский торговец мехом и политик, хорошо знакомый с французским, испанским и американским истэблишментом.

## Биография
Родился 7 сентября 1749 года (по другим данным 26 сентября 1750 года) в Новом Орлеане, США. Был единственным сыном Рене Огюста Шуто (полные тёзки), эмигрировавшего из Франции в Луизиану, и Марии-Терезы Буржуа (Marie-Thérèse Bourgeois, 1733—1814).
В 1758 году Мария-Тереза познакомилась и стала жить с Пьером Лекледом. Огюст Шуто к началу 1760-х годов работал помощником у Лекледа и его делового партнёра — Жильбера Антуана де Сент-Максента. Леклед и Максент к этому времени построили французскую факторию на западном берегу реки Миссисипи к северу от деревни Ste. Genevieve (штат Миссури), получив лицензию на торговлю с коренными американцами. Для стабильной работы своей фактории, в частности надёжного хранения товара (складов), Леклед и Шуто основали в феврале 1764 года «французский» город Сент-Луис (это было место, ранее занимаемое коренными индейскими племенами, как показали последующие археологические исследования). Огюст Шуто прожил в этом городе до своей смерти. Его брат — Жан-Пьер Шуто (1758—1849), стал партнером Огюста в бизнесе и политике. После смерти в 1778 году Лекледа, Шуто взял на себя весь бизнес, значительно расширив его. Он поддерживал хорошие отношения со всеми колонистами, с которым приходилось решать вопросы города: американцами, испанцами и французами. Принимал участие в битве при Сент-Луисе, когда защищал город от английских атак, за что был произведён в капитаны, а позднее — в полковники.
Огюст Шуто не уезжал на другое место жительство. 21 сентября 1786 года женился на Марии Терезии Серре. В 1816 году отошел от бизнеса и умер в Сент-Луисе 24 февраля 1825 года. Первоначально был похоронен рядом с базиликой Св. Луи, затем его останки были перенесены на кладбище Calvary Cemetery.
Интересно, что в 1815 году Огюст Шуто принимал участие в подписании Договора о дружбе США и племени пианкашо, подписанного Уильямом Кларком, Нинианом Эдвардсом (в то время губернатор Иллинойса) и Огюстом Шуто со стороны США, и вождями Ла-ма-ноан (Топор), Ла-ми-прис-жо (Морской Волк), Мон-сай-ра (Ржавый), Ва-пан-гиа (Лебедь) и Намаинг-са (Рыба) со стороны пианкашо.
Его имя увековечено на Сент-Луисской «Аллее славы».

### Семья
Огюст Шуто был женат на Марии Терезе (англ.  Marie Therese Cerre), у них было семеро детей:
- Август (Auguste Aristide Chouteau, 1792—1833),
- Габриэль (Gabriel Chouteau, 1794—1887),
- Мария Тереза (Marie Thérèse Eulalie Chouteau, 1799—1835),
- Генри (Henry Chouteau, 1805—1855),
- Эдвард (Edward Chouteau, 1807—1846),
- Луиза (Louise Chouteau),
- Эмилия (Emilie Chouteau).